# John Fahey
John Aloysius Fahey, noto anche con lo pseudonimo di Blind Thomas (Washington, 28 febbraio 1939 – Salem, 22 febbraio 2001), è stato un chitarrista e compositore statunitense.
Virtuoso della 6 corde, colto etnomusicologo e personaggio schivo ed enigmatico, Fahey è stato una delle figure più peculiari e affascinanti della moderna musica americana. Fahey è tuttora considerato da buona parte dei critici uno dei più influenti chitarristi di sempre.

## Biografia
Nato a Washington, crebbe a Takoma Park, nella periferia della capitale, in una famiglia con l'abitudine di passare il week-end suonando bluegrass e country. Cominciò a suonare la chitarra folk, perfezionando il finger-picking e lo stile, ispirandosi a compositori classici contemporanei come Charles Ives e Béla Bartók.
Nel 1959, fondò la propria etichetta discografica, la Takoma Records, quindi, produsse il primo album, Blind Joe Death. Nel 1963, si trasferì a Los Angeles, in California, per proseguire gli studi universitari di Filosofia e Religione, conseguendo una specializzazione in folklore, con una tesi sulla musica di Charley Patton.
Gli album che pubblicò negli anni sessanta utilizzano, perlopiù, accordature e ritmi inconsueti, ripresi dalle tecniche blues degli anni venti, che rimanevano la base della sua musica. Le sue influenze, però spaziavano dalla musica sinfonica di Ralph Vaughan Williams, al blues di Skip James, dal canto gregoriano, ai cori tibetani, sintetizzate dai suoi epici arpeggi di chitarra.
Del 1965 è The Transfiguration of Blind Joe Death, da parte della critica considerato uno dei suoi capolavori.
I suoi album prendevano sempre più la forma di mosaici di stili differenti. Intanto, la sua etichetta pubblicò artisti come Mike Bloomfield e The Fabulous Thunderbirds.
Nel 1968 uscì The Yellow Princess, uno dei suoi dischi più apprezzati. Nella colonna sonora del film Zabriskie Point di Antonioni, precisamente nella celebre scena dell'amore di gruppo nel deserto, era prevista molta più musica di John Fahey, già registrata ed approvata da Antonioni. Ma a causa di un grosso diverbio tra Fahey e il regista circa le rispettive vedute politiche, che sfociò in una rissa al ristorante, la musica di Fahey non venne utilizzata nella sua interezza e nel film se ne può ascoltare solo un breve accenno.
Nel 1971 pubblicò America, buon successo di critica disco ancor più austero e minimalista, in cui spicca la lunga The Voice of the Turtle. I critici, per definire il suo stile, rubarono alla pittura la definizione "American Primitivism", riferito al suo approccio quasi naïf ad arditi componimenti neoclassici.
Ad America seguirono un altro buon successo, Of Rivers and Religion, nel 1972, e, nel 1973, Fare Forward Voyagers (Soldier's Choice), composto di due lunghissimi e monolitici brani, When The Fire And The Rose Are One e Fare Forward Voyagers, spesso annoverato come uno dei suoi capolavori, ma anche come il suo disco più sperimentale.
Nel 1979 vendette la Takoma Records.
Fahey continuò ad ampliare la sua imponente discografia producendo album di elevata qualità, rimanendo aperto alla sperimentazione nel rispetto della tradizione.
Nel 1996 con l'eredità lasciatagli dal padre, fondò la Revenant records, con l'intento di pubblicare reinterpretazioni di vecchie registrazioni blues.
Nel 2001 subì un intervento di sestuplo by-pass. Tuttavia, il 22 febbraio di quell'anno, morì a Salem.

## Discografia

### Album
- 1959 - Blind Joe Death (Takoma Records, K80P-4448) realizzato in sole 95 copie, riedizioni (con reincisioni parziali o complete) nel 1964 e 1967
- 1963 - Death Chants, Break Downs & Military Waltzes (Takoma Records, C-1003) realizzato in sole 300 copie, riedizioni (con reincisioni parziali) nel 1964 e 1967
- 1964 - Dance of Death & Other Plantation Favorites/John Fahey Vol. 3 (Takoma Records, C-1004)
- 1965 - The Transfiguration of Blind Joe Death (Riverboat Records, RB-1) ripubblicato nel 1967
- 1966 - The Great San Bernardino Birthday Party and Other Excursions (Takoma Records, C-1008)
- 1967 - Days Have Gone By (Takoma Records, C-1014)
- 1967 - Requia (Vanguard Records, VRS/VSD 9259/79259)
- 1968 - The Voice of the Turtle (Takoma Records, C-1019)
- 1968 - The New Possibility: John Fahey's Christmas Album (Takoma Records, C-1020)
- 1968 - The Yellow Princess (Vanguard Records, VRS/VSD 9293/79293)
- 1971 - America (Takoma Records, C-1030)
- 1972 - Of Rivers and Religion (Reprise Records, MS 2089)
- 1973 - After the Ball (Reprise Records, MS 2145)
- 1973 - Fare Forward Voyagers (Soldier's Choice) (Takoma Records, C-1035)
- 1974 - Leo Kottke, Peter Lang, John Fahey (Takoma Records, C-1040)
- 1974 - Old Fashioned Love (Takoma Records, C-1043)
- 1975 - Christmas with John Fahey Vol. II (Takoma Records, C-1045)
- 1979 - John Fahey Visits Washington D.C. (Takoma Records, TAK 7069)
- 1980 - Yes! Jesus Loves Me - Guitar Hymns (Takoma Records, TAK 7085)
- 1982 - Christmas Guitar Volume One (Varrick Records, VR-002)
- 1983 - Railroad I (Takoma Records, TAK 7109)
- 1983 - Popular Songs of Christmas and New Year's (Varrick Records, VR-012)
- 1984 - Let Go (Varrick Records, VR-008)
- 1985 - Rain Forests, Oceans, and Other Themes (Varrick Records, VR-019)
- 1987 - I Remember Blind Joe Death (Varrick Records, VR-028)
- 1989 - God, Time and Causality (Shanachie Records, 97006)
- 1992 - Old Girlfriends and Other Horrible Memories (Varrick Records, CD VR 031)
- 1991 - The New Possibility: John Fahey's Guitar Soli Christmas Album/Christmas with John Fahey Vol.II (Takoma Rec., TAKCD 8912-2)
- 1997 - City of Refuge (Tim/Kerr Records, 644 830 127-2)
- 1997 - Womblife (Table of Elements Records, 37 Rb)
- 1997 - The Epiphany of Glenn Jones (Thirsty Ear Records, THI57037.2) con Cul de Sac
- 2000 - Hitomi (LivHouse Records, 70334 90001 2)
- 2002 - John Fahey Trio, Vol. One (Jazzoo Records, 1)
- 2003 - Red Cross Disciple of Christ Today (Revenant Records, Rev 104)

### Live
- 1981 - Live in Tasmania (Takoma Records, TAK 7089)
- 1998 - Georgia Stomps, Atlanta Struts and Other Contemporary Dance Favorites (Table of the Elements Records, Sr 38)
- 2003 - Hard Time Empty Bottle Blues (Table of the Elements Records, Nd 60)
- 2004 - The Great Santa Barbara Oil Slick (Water Records, water139)
- 2005 - On Air (Tradition & Moderne Records, T&M 034)

### Compilation
- 1974 - The Essential John Fahey (Vanguard Records, VSD 55/56) doppio LP
- 1977 - The Best of John Fahey: 1959-1977 (Takoma Records, C-1058)
- 1993 - The New Possibility: John Fahey's Guitar Soli Christmas Album/Christmas with John Fahey Vol.II (Takoma Rec., TAKCD 8912-2)
- 1994 - The Return of the Repressed: The John Fahey Anthology (Rhino Records, R2 71737) doppio CD
- 1996 - The Legend of Blind Joe Death (Takoma Records, CDTAK 1002)
- 2004 - The Best of John Fahey, Vol. 2: 1964–1983 (Takoma Records, TAKCD-8916-2)
- 2005 - The Sunny Side of the Ocean (Brook Records, BROOK 1045)
- 2006 - Sea Changes & Coelacanths: A Young Person's Guide to John Fahey (Table of the Elements Records, At 85)
- 2006 - Vanguard Visionaries: John Fahey (Vanguard Records, 73160-2)
- 2009 - Twilight on Prince Georges Avenue: Essential Recordings (Rounder Records, 11661-90093-2)